# Гераците
„Гераците“ (1911) е повест от българския писател белетрист Елин Пелин, публикувана на части в сп. „Художник“, а в завършен вид – в „Разкази“, т. II (1911). Повестта проследява разпадането на рода на семейството на богатия чорбаджия Йордан Герака след смъртта на неговата съпруга и душевен център на семейството, баба Марга. Повестта е считана за пример за реалистичното течение в началото на ХХ век, в което се описва българското село и селският бит.
Текстът е основна част от учебната програма по български език и литература в средното училище. Поставян е множество пъти на сцена и поне два пъти на големия екран.

## Написване и публикации
Повестта Гераците излиза за първи път в сп. Художник, (година II, брой 7 – 8) през април, 1907 г.Там са публикувани първите четири глави (19 – 31 стр). Повестта е издадена отново, в окончателния си преработен и завършен вид, във втори том Разкази, том II през 1911 година.
Тъй като повестта е част от задължителната учебна програма в средното училище, тя е преиздавана многократно в много издания, в събрани съчинения и отделни пълни и преработени издания.

## Герои
- дядо Йордан Герака – патриарх на фамилията на Гераците. След смъртта на съпругата си, баба Марга, губи уважението на младите в дома си. Разбира, че някой от синовете му го е обрал. Поделя имота между тях и живее отделен от синовете си и жените им. Смъртта му белязва края на повестта.
- баба Марга – съпруга на чорбаржи Йордан, сърце на семейството, строга но справедлива към всички. Нейната смърт провокира разпада на патриархалния ред в дома на Гераците.
- Божан – най-големия син, алчен, за пари и за земя. Научава, че баща му има скрити пари, върти се около кръчмата, където стария Герак се е пренесъл. Настоява имота да бъде поделен още докато баща му е жив. Бие жена си. Не отива на погребението на Елка, защото огражда нива, но сваля калпак отдалеч, когато преминава колата с ковчега ѝ.
- Божаница – негова жена. Описана като съсухрена и неприятна, сприхава жена. Често бита от мъжа си. След побой ляга болна и стене, тайно пие ракия.
- Йовка – дъщеря на Божан, болнава и чувствителна. Тя единствена все още съжалява майка си и стрина си Елка.
- Петър – средния брат, благ, отстъпчив, чувствителен. Разпадането на дома го отблъсква в кръчмата. Когато имотът е разделен, Петър изоставя домашната работа и се пропива. След смъртта на Елка отвежда Захаринчо в града да му търси работа. Отсича бора, символ на семейството.
- Петровица – жена на Петър.
- Павел – най-малкият син, обичан от родителите си. Заминал на свръхсрочна военна служба. Научаваме, че в града се развалил, тръгнал по лош път. Връща се у дома за да иска пари от баща си за да отвори дюкян. Получава писма от любовницата си в града, Любица, която го вика да дойде при нея с пари. Заразява жена си с венерическа болест.
- Елка – жена на Павел, оставена сама у Гераците, докато мъжа ѝ е на военна служба. След смъртта на баба Марга омразата на снахите се излива върху нея и сина ѝ, Захаринчо. Търпелива, блага, набожна. След като Павел я заразява с венерическа болест, опитва да се самоубие, като се хвърли под воденицата.
- Захаринчо – син на Павел и Елка. След смъртта на майка си е отведен на работа в града.
- дядо Матей Маргалака – самотник без семейство. Приет от Гераците за слуга. Той е съветник на стария Герак, защитник на реда и хармонията. Открива тялото на Герака в последна глава.

## Теми и мотиви

### Борът
В първа глава на повестта, читателят се запознава с образа на бора в обширния двор на Гераците. Този бор ни се казва е донесен от рилската света гора от някой неизвестен прадядо на Йордан Герака и служи за знаме на семейството от поколения. Дървото, със своите клони и корени, е метонимия за самото семейство на Гераците. С подялбата на имота, Петър отсича древния семеен бор, така символично показва, че семейството на Гераците е унищожено.

### Селото и градът
Основна тема на цялата българска литература на ХХ век е мястото на града и селото. В Гераците градът е мястото на разпад и отчуждение. Научаваме че Маргалака имал дъщеря, която била в града и тръгнала по лош път. Павел отказва да се завърне у дома и живее в града, където се е развратил, намерил е любовница, лъже баща си за пари. В конфликта между града и селото се открива и по-големия конфликт на личността срещу държавата.

## Критика
Един от първите отрицателни рецензенти на повестта е д-р Кръстьо Кръстев, който напада повестта като художествено неиздържана. В защита на Елин Пелин българският критик Иван Мешеков изтъква всички български белетристи, които говорят за селото по реалистичен, скептичен начин.

## Адаптации

### Театър
- Божан, Петър и Павел – постановка на Снежина Петрова, Драматичен театър Ловеч
- Гераците – постановка на Стефан Спасов, Драматичен театър „Сава Огнянов“, Русе
- Есента на Гераците – актьорски спектакъл, Драматично-куклен театър Константин Великнов, Пазарджик
- Ние, Гераците – постановка Снежна Петрова, Университетски театър, Нов български университет. В ролите Божидар Михайлов, Бояна Георгиева, Валерия Иванова, Веселина Бояджиева и др.[5]

### Кино
Повестта е адаптирана два пъти за големия екран:
- Гераците (1958) – игрален филм, режисьор Антон Маринович, сценарист Христо Сантов; в ролите н.а. Георги Стаматов (Йордан Герака), н.а. Иван Димов (Матей Маргалака), Ангелина Сарова (Елка), Стефан Пейчев (Божан), Кунка Баева (Божаница) и др. Филмът е част от цялостно течение в българското кино, в което се адаптират класически български произведения.
- Гераците (2008) – повторна адаптация на повестта, режисьор, сценаристи продуцент Максим Генчев. В ролите Максим Генчев (Йордан Герака), Симеон Алексиев (Матей Маргалака), Десислава Чутуркова (Елка) Райчо Василев (Божан) и др. Филмът е срещнат с предимно отрицателни рецензии.
- Гераците (2024) – за пореден път е представена повестта под формата на филм от продуцента Максим Генчев, като този път филмът е „рециклиран" от 2008 г.